# Щерба, Наталья Васильевна
Наталья Васильевна Щерба (р. 1981) — украинская писательница в жанре подростковой фантастики и фэнтези. Родилась в Беларуси, город Молодечно.
В 2010 году выиграла гран-при конкурса «Новая детская книга», проводимого издательством «Росмэн». Самое популярное произведение — цикл «Часодеи». Книги автора были переведены и изданы на Украине, Польше, Чехии и Словакии.

## Биография

### Детство
Наталья Щерба родилась в городе Молодечно (БССР) 16 ноября 1981. Детство провела в России. Со школьного возраста любит чтение (в частности, прочла книги Дюма, Верна, Твена, Уальда, Булгакова, Ефремова, Булычёва, Вэлтистова, Носова, Нестайко, Линдгрен, Лагерлёф, Роулинг, Пулман, Страуд и др.) и рисование, профессионально занималась ушу (любимое оружие — меч дао, шест и боевой веер).
В школьное время сочиняла первые произведения ради шутки для одноклассников. Одним из таких стал небольшой роман о географичке-инопланетянке и одноклассниках.

### Студенческие годы
После школы поступила в Киевскую Государственную академию лёгкой промышленности Украины. После окончания четвёртого курса Наталья принимает решение не продолжать учёбу.

## Начало творчества
Первое публичное литературное произведение Натальи Щербы вышло в 2005 году — опубликован фантастический рассказ «На дне».
В 2008 году вышел в свет первый роман Натальи Щербы — «Быть ведьмой», удостоенный затем ряда премий. В настоящее время выходит в переиздании «Чародол». В 2010 году вышел фантастический роман «Двуликий мир».
В 2010 году удостоилась поощрительной премии «Еврокон-2010» в номинации «Лучший молодой фантаст Европы».
В том же году завоевала гран-при конкурса «Новая детская книга» в номинации «Приключения и фэнтези» с книгой «Часовой ключ».
Самый популярный цикл книг писательницы — Часодеи увидел свет в марте 2011 года — вышла первая книга серии — «Часодеи. Часовой ключ». В октябре 2011 года, начаты продажи второй книги из серии «Часодеи. Часовое сердце». 29 февраля 2012 года выходит третья книга из серии — «Часодеи. Часовая башня». 1 декабря 2012 года начаты продажи четвёртой книги серии — «Часодеи. Часовое имя». В 2013-м году вышла пятая книга цикла «Часограмма». В 2014 году выходит последняя часть серии «Часовая Битва».

### Романы
Цикл «Финиста»:
- Щерба Н. Финиста. 1. Сонный дом / Наталья Щерба ; художник Закис Ольга. — М.: Росмэн, 2021. — 464 с. — ISBN 978-5-353-09830-0.

Цикл «Лунастры»:
- Щерба Н. Лунастры. Прыжок над звездами. Книга 1 / Наталья Щерба. — М.: Росмэн, 2016. — 416 с. — ISBN 978-5-353-07605-6.
- Щерба Н. Лунастры. Полет сквозь камни. Книга 2 / Наталья Щерба. — М.: Росмэн, 2017. — 352 с. — ISBN 978-5-353-08126-5.
- Щерба Н. Лунастры. Шаги в пустоте. Книга 3 / Наталья Щерба. — М.: Росмэн, 2018. — 400 с. — ISBN 978-5-353-08629-1.
- Щерба Н. Лунастры. Танец белых карликов. Книга 4 / Наталья Щерба. — М.: Росмэн, 2019. — 416 с. — ISBN 978-5-353-09078-6.

Цикл «Часодеи»:
- Щерба Н. Часодеи. Часовой Ключ. Книга 1 / Наталья Щерба ; художник Закис Ольга. — М.: Росмэн, 2011. — 368 с. — ISBN 978-5-353-05333-0.
- Щерба Н. Часодеи. Часовое сердце. Книга 2 / Наталья Щерба ; художник Закис Ольга. — М.: Росмэн, 2011. — 400 с. — ISBN 978-5-353-05547-1.
- Щерба Н. Часодеи. Часовая башня. Книга 3 / Наталья Щерба ; художник Закис Ольга. — М.: Росмэн, 2012. — 384 с. — ISBN 978-5-353-05784-0.
- Щерба Н. Часодеи. Часовое имя. Книга 4 / Наталья Щерба ; художник Закис Ольга. — М.: Росмэн, 2013. — 416 с. — ISBN 978-5-353-05956-1.
- Щерба Н. Часодеи. Часограмма. Книга 5 / Наталья Щерба ; художник Закис Ольга. — М.: Росмэн, 2014. — 416 с. — ISBN 978-5-353-06572-2.
- Щерба Н. Часодеи. Часовая битва. Книга 6 / Наталья Щерба ; художник Закис Ольга. — М.: Росмэн, 2015. — 400 с. — ISBN 978-5-353-07092-4.

Дополнительные издания к циклу «Часодеи»:
- «Часодейная книга» (Росмэн, 2015) — ISBN 978-5-353-09401-2
- «Часолист» (Росмэн, 2015) — ISBN 978-966-429-304-1
- «Часольбом. Фэш Драгоций» (Росмэн,2016)  — ISBN 978-5-353-08125-8
- «Часольбом. Василиса Огнева» (Росмэн,2016) — ISBN 978-5-353-08124-1

Цикл «Чародол»:
- «Чародольский браслет» (2015) — ISBN 978-5-353-07255-3
- «Чародольский князь» (Росмэн, 2015) — ISBN 978-5-353-07256-0
- «Чародольский град» (2015) — ISBN 978-5-353-07257-7

Цикл «Быть ведьмой»:
- «Быть ведьмой» (Альфа-книга, 2008) — ISBN 978-5-9922-0256-4
- «Ведьмин крест» (Альфа-книга, 2010) — ISBN 978-5-699-95300-4
- «Свободная ведьма» (Альфа-книга, 2011) — ISBN 978-5-9922-0863-4
- Цикл «Три в одном томе» «Быть ведьмой» (Альфа-книга, 2011) — ISBN 978-5-9922-1658-5

 Произведения для детей:
- «Тайна старого сундука» Книга-сказка (Изд. дом ФОМА, 2009) — ISBN 978-5-91786-006-0
- «Настоящее новогоднее волшебство» Книга-сказка (Росмэн, 2014) — ISBN 978-5-353-07062-7

### Рассказы
- «На дне» — литературная газета «Клуб-801» (июль 2005)
- «Ведьмочка» — опубликован в «Пороге» (декабрь 2005)
- «На дне» — журнал «Gotland» (январь 2006)
- «Личный мир» — альманах «Безымянная звезда», 4(8), (2006)
- «Личный мир» — журнал «Миг-17» (октябрь 2006)
- «Собиратель Душ» — журнал «Mobi» (декабрь 2006)
- «Красота в симметрии» — опубликован в «Шалтай-Болтай» (январь 2007)
- «Антипризма» — журнал фантастики «Руководство по Борьбе за Живучесть „Азимут“» (4, 2007) — ISBN 978-1456413019
- «Чарана» — газета «Супертриллер» (август 2007)
- «Ловушка для звёзд» — опубликован в «Реальности фантастики» (январь 2008)
- «На дне» — журнал «СНОБ» (январь 2008)
- «Антипризма» — озвучен для Samsung Fun Club. Аудиокнига. Читает Влад Копп (2009)
- «Чарана» — опубликован в «УФО» (март 2009)
- «Чарана» — газета «Тайная власть» (июль 2008)
- «На дне» — опубликован в «УФО» (сентябрь 2008)
- «Золотая петля» — опубликован в сборнике «Эльфы и их хобби», АСТ (2012)

## Премии
- Премия Лучшая дебютная книга: 2 место («Серебряный Кадуцей») за роман «Быть ведьмой» (2008) («Звёздный мост», 2009)
- Премия Еврокона (ESFS Awards), 2010 // Encouragement Awards / Лучший дебют
- Премия «На метле к звёздам!» — за яркий взлёт к сияющим высотам («Звёздный мост», 2010)
- I место в конкурсе «Новая детская книга», проводимого издательством «Росмэн», за роман «Часовой ключ для Василисы», (2010)
- Премия «Циклы, сериалы и романы с продолжением»: 2 место («Серебряный Кадуцей») за роман «Часодеи. Часовой ключ» (2011) («Звёздный мост», 2011)
- Книжная премия Рунета-2012, номинация «Бестселлер» — за книгу «Часодеи. Часовое сердце» (Москва, 2012)
- Премия «Алиса» за лучшее детско-юношеское произведение в фантастике — цикл «Часодеи». Приз исполнен в виде миелофона (РосКон, 2012)
- Награду «Ревизор» в номинации «Выбор покупателя 2012—2013. Издатель бестселлера в традиционном бумажном варианте» получило издательство «РОСМЭН» за серию книг «Часодеи»
- Цикл «Часодеи» — победитель в номинации «Лучшая детская книга» премии OZON.ru ONLINE AWARDS-2015
- Премия Еврокона (ESFS Awards), 2017 // Encouragement Awards / Лучшее произведение для детей - за цикл книг "Часодеи"